# Viljo Niskanen
Viljo Veikko Niskanen, född 15 juli 1910 i Kontiolax, död 10 februari 1986, var en finländsk ämbetsman. 
Niskanen, som var son till överkonduktör Taavetti Niskanen och Edla Kuoppala, blev diplomingenjör 1933, avlade lägre rättsexamen 1937, högre rättsexamen 1948 samt blev vicehäradshövding 1950 och teknologie licentiat 1960. Han var lantmäteriingenjör 1936–1950, äldre ingenjör vid Lantmäteristyrelsen 1951, överingenjör 1952–1960 och generaldirektör vid Lantmäteristyrelsen 1960–1972. Han var e.o. tjänsteman vid Högsta domstolen 1950–1955 och speciallärare vid Tekniska högskolan från 1955. Han var ordförande i statens diplomingenjörsförbund 1955–1960. Han skrev artiklar om fastighetsvärdering och -bildning i fackpressen.